# Don't Say You Love Me (M2M)
Don't Say You Love Me è il primo singolo del duo pop norvegese M2M, pubblicato nel 1999.

## Descrizione
Il brano è stato scritto da Marion Raven, Marit Larsen (le due componenti delle M2M), Peter Zizzo e Jimmy Bralower.
Il brano è stato diffuso da Radio Disney, prima di essere pubblicato ufficialmente e fa parte della colonna sonora del film Pokémon il film - Mewtwo colpisce ancora, nonché dell'album di debutto del duo Shades of Purple.
La canzone è anche presente nella raccolta delle M2M The Day You Went Away: The Best of M2M, uscita dopo la scissione del gruppo.

## Tracce
- Singolo (USA)

1. Don't Say You Love Me (film version) – 3:46
2. Mewtwo Strikes Back Suite – 4:51

- Maxi-singolo (Europa)

1. Don't Say You Love Me (album version) – 3:46
2. The Feeling Is Gone – 3:16
3. Don't Say You Love Me (acoustic version) – 3:15

## Video
Il videoclip della canzone è stato diretto da Nigel Dick e girato nell'ottobre 1999 a Montclair (California).